# دونالد بروس کاوفمن
دونالد بروس کاوفمن (انگلیسی: Donald Bruce Kaufman؛ ۱۹۱۸ – ۴ ژانویه ۱۹۸۳) کارآفرین اهل ایالات متحده آمریکا بود، که در سال ۱۹۵۷ شرکت کی‌بی هوم را تأسیس کرد.